# Les Nouveaux Contes immoraux
Pour plus de détails, voir Fiche technique et Distribution.
Les Nouveaux Contes immoraux (Decameroticus) est une comédie érotique italienne réalisée par Giuliano Biagetti et sortie en 1972.
Inspiré des nouvelles de Boccace, Pierre l'Arétin et Mathieu Bandello, le film est divisé en cinq épisodes, dont le fil rouge est celui du mari cocu.
Contrairement à ce que son titre français peut laisser supposer, le film n'a pas de lien avec les Contes immoraux de Walerian Borowczyk sorti en 1974, c'est-à-dire quatre ans avant la sortie française des Nouveaux Contes immoraux en 1978.

## Fiche technique
Sauf indication contraire, les informations mentionnées dans cette section peuvent être confirmées par la base de données cinématographiques IMDb,  présente dans la section « Liens externes ».
- Titre français : Les Nouveaux Contes immoraux[1]
- Titre original italien : Decameroticus[2]
- Réalisation : Giuliano Biagetti
- Scénario : Giorgio Mariuzzo (it) d'après l'œuvre de Boccace
- Dialogues : Fiorenzo Fiorentini
- Photographie : Anton Giulio Borghesi
- Montage : Giuliano Biagetti
- Musique : Berto Pisano
- Décors : Ennio Michettoni
- Trucages : Gloria Fava
- Production : Leo Cevenini, Vittorio Martino, Mino Loy
- Société de production : Flora National
- Pays de production :  Italie
- Langue de tournage : italien
- Format : Couleur par Eastmancolor - Son mono - 35 mm
- Durée : 96 minutes (1 h 36[2])
- Genre : Comédie érotique italienne
- Dates de sortie :
  - Italie : 1972
  - France : 20 septembre 1978

## Distribution
- Riccardo Garrone : Gerbino
- Marina Fiorentini : Domitilla
- Edda Ferronao : Agnese
- Pino Ferrara : Ciccillo
- Sandro Dori : Casimiro
- Orchidea De Santis : La femme de Ciacco
- Pupo De Luca (en) : Le mari d'Elisa
- Umberto D'Orsi : Le mari de Domitilla
- Aldo Bufi Landi : Lambertuccio
- Antonia Santilli : Pamela
- Pietro Tordi : Le juge Vulfardo
- Gabriella Giorgelli : Elisa
- Krista Nell : Isabella
- Margareth Rose Keil : Nardella
- Corrado Olmi : Ciacco